# Тассаро
Тассаро (итал. Tassaro) — ручей в Реджианских Апеннинах на северо-западе Тоскано-Эмилианских Апеннин, протекает по территории коммуны Ветто в провинции Реджо-нель-Эмилия на Севере Италии. Левый приток Тассоббио, одного из основных правобережных притоков реки Энца. Длина ручья составляет 5,5 км. Высота падения — 453 м. Площадь водосборного бассейна — 8,9 км². Большая часть водосбора (площадью 586 гектар) является охраняемой природной территорией под названием «Рио-Тассаро».
Тассаро начинается на высоте 760 м над уровнем моря около населённого пункта Ронкельветро. Генеральным направлением течения ручья является север. Крупнейший приток — Риолько, принимает справа на высоте около 400 м над уровнем моря напротив вершины Марола (высотой 804 м). Устье Тассаро находится на высоте 307 м над уровнем моря около мельницы Кикино.